# 丸山康幸
丸山 康幸（まるやま やすゆき、1952年9月21日 - ）は、日本の実業家。長野県商工部産業活性化・雇用創出推進局長や、フェニックスリゾート社長兼最高経営責任者・会長、内閣府行政刷新会議評価者を歴任。

## 人物
東京都出身。1971年私立開成高校卒業、1975年一橋大学社会学部卒業、1977年一橋大学経済学部卒業。同年三菱商事入社。1986年ノースウェスタン大学ケロッグ経営大学院修了（MBA取得）。
1992年三菱商事退社、ゼネラル・エレクトリック入社。1995年ゼネラル・エレクトリック小型モーター制御機器部門アジア責任者。
1999年GEキャピタル・エジソン生命取締役執行役員に就任し、破綻した東邦生命保険の再生にあたった。
2003年2月、田中康夫・長野県知事のもとで、長野県任期付き職員として長野県産業活性化・雇用創出推進室長（部長級）に就任。長野県には親戚が住んでいたため愛着があり、また田中知事の理念に共感を覚え、それが転身の理由であると述べた。2003年4月長野県商工部産業活性化・雇用創出推進局長に就任。産業活性化策の策定や、雇用創出プランの実行を行った。2004年6月からは長野県財政改革検討会座長も兼務し、県の全ての事業の洗い直しを行った。2004年12月31日付で長野県を退職。
2005年、会社更生法適用を申請してリップルウッド・ホールディングスが買収したシーガイア運営会社のフェニックスリゾート代表執行役社長兼最高経営責任者及びリップルウッドロッジングの社長兼CEOに就任。2007年3月期決算の営業利益が2億2200万円となり、1993年の施設オープン以来初の営業黒字を達成した。
2008年フェニックスリゾート社長兼最高経営責任者を退任し、相談役に就任。後任の社長兼最高経営責任者にはスターバックス コーヒー ジャパンオフィサー事業開発本部長を務めた山田哲副社長が就任した。
2009年1月フェニックスリゾート取締役会長に就任。同年2月に横浜市外郭団体等経営改革委員会委員に就任、同年11月に鳩山由紀夫内閣で行政刷新会議第2ワーキンググループ評価者に就任し、長野県職員時代と同様に、外務省、厚生労働省、経済産業省等が所管する国の事業の洗い直し作業にあたった。2010年には長野県須坂市の事業仕分けで、司会役を務めた。

## テレビ番組
- 日経スペシャル ガイアの夜明け 「検証！“ハゲタカ”の正体～外資ファンドは日本を救ったか～」（2006年7月18日、テレビ東京）[6]。- シーガイアCEO丸山康幸を取材。